# Сицилијанац
Сицилијанац је роман америчког књижевника Мариа Пуза објављен 1984. године. У Србији је преведен 1986. године. Заснива се на животу сицилијанског разбојника Салватореа Ђулијана. Смештен је у исти универзум као и Пузоово најпознатије дело, Кум (1969), и садржи ликове из тог романа. Сматра се књижевним наставком Кума и друга је књига у серијиалу романа Кум. Адаптиран је у филм 1987. године, иако су све референце на Кума уклоњене из разлога ауторских права у филмској адаптацији.
У овом роману Пузо је намерно променио име Салватореа Ђулијана у „Ђилијано“. Овај роман, иако је фикција, заснован је на Ђулијановим подвизима из стварног живота.

## Радња романа
Године 1950. Мајкл Корлеоне, син сицилијанско-америчке мафије Дон Вита Корлеонеа, спрема се да се врати кући у Америку након изгнанства на Сицилији. Састаје се са Дон Кроче Малом, најмоћнијим шефом сицилијанске мафије. Дон Кроче и Мајклов отац су се удружили да помогну познатом бандиту Салватореу „Тури“ Ђилијану да побегне са Сицилије и оде са Мајклом у Америку. Мајкл сазнаје за скуп докумената које Ђилијано има, а који би изазвали пад актуелне италијанске владе, који би били објављени након његове смрти или хапшења, названог Тестамент. Мајкл такође упознаје његове родитеље и Гаспареа „Аспануа“ Пишоту, Ђилијановог најбољег пријатеља и другог команданта.
Године 1943. Турија, Ђилијана и Аспануа Пишоту заустављају карабинијери, корумпирана италијанска полиција, док су шверцовали храну, али они одбијају да дају храну или да кажу имена људи с којима су трговали. Ђилијано је упуцан, али успева да убије свог нападача, полицијског наредника. Турија Аспану носи у локални манастир, где се опоравља од рана и сазнаје више о злочиначкој страни Сицилије под старањем опата Манфредија. Након што се опорави, он и Аспану се враћају у Ђилијанов дом у Монтелепреу, где га још увек траже због убиства. Док са породицом и пријатељима разговара о својој будућности, локална полиција покушава да ухапси Турија. Тури и Аспану отварају ватру на камионе који их јуре и убијају неколико полицајаца. Беже у планине. У знак одмазде ухапшени су невини грађани Монтелепреа.
Турија и Аспануа среће Туријев кум, Хектор Адонис, који не успева да их одврати да постану разбојници. Тури и Аспану одлучују да ослободе затворенике и упадну у локалну полицијску касарну у којој се налазе. Тури за длаку избегне смрт од руке каплара Канија Силвестра чији се пиштољ покварио када је повукао окидач према Турију. Међу ослобођеним затвореницима су локални бандити Пасатемпо и Теранова, који се придружују Туријевој банди. Ђилијано почиње да постаје познат широм Италије након пљачке, а на Сицилији постаје херој, јер велики део зараде своје банде раздаје сиромашнима. Силвестро, осрамоћен пошто га је Ђилијано поштедео, тражи да се придружи његовој банди. Они тестирају његову лојалност тражећи од њега да погуби Фриселу, берберина који је обавестио Ђилијана. Силвестро то чини и на његово тело закаче цедуљу на којој пише "Зато умри као и сви који издају Ђилијана".
Ђилијано почиње да доминира целим северозападним углом Сицилије. Он оркестрира киднаповање сицилијанског племића, принца Олорта. Олортов откуп је организовао Дон Кроче, коме је Олорто плаћао новац за заштиту. Отмица доводи до тога да Ђилијано први пут дође у директан сукоб са Дон Крочеом и мафијом. Дон Кроче дозвољава да Đилијана убију други Донови, али on успева да их све избегне. Дон Кроче коначно шаље убицу Стефана Андолинија, рођака Дон Корлеонеа, коме је Đилијано поштедео живот само због интервенције опата Манфредија, његовог оца. Андолини се придружује Ђилијановој банди и делује као емисар између Ђилијана и Дон Крочеа.
Године 1950. у Трапанију, Мајклу Корлеонеу се придружује Питер Клеменца, капо Дон Корлеонеа, који помаже у бекству. Мајкл упознаје Јустину, Туријеву трудну жену, и Хектора Адониса. Она одлази у Америку. Адонис обавештава Мајкла да је завет скривен у поклону који му је Ђилијанова мајка дала и Мајкл га шаље његовом оцу у Америку.
Дон Кроче је 1947. године повезан са владајућом Хришћанско-демократском партијом, углавном да би ускратио моћ социјалистичким партијама за које верује да би могле да униште мафију. Дон Кроче, заједно са италијанским министром правде Франком Трецом, састављају планове за покретање офанзиве против Ђилијана, али уместо тога дају предзнање о плановима Ђилијану у замену за његову помоћ у промени предстојећих избора за Демохришћане. Он прихвата ове услове, заједно са обећањем помиловања, и помаже кампању користећи пропаганду и застрашивање.
Парада социјалиста којом се прослављају недавне победе над демохришћанима одржава се у градовима Сан Ђузепе Јато и Пјана дели Албанези и окупља се у равници званој Портела дела Гинестра. Ђилијано је пристао да угуши параду, дајући двојици својих другова, Пасатему и Теранови, наређење да „пуцају изнад њихових глава“ како би натерали гомиле да се разиђу. Мушкарци на крају пуцају прениско и масакрирају многе људе, укључујући жене и децу. Масакр се показао поражавајућим за његов имиџ на Сицилији и уништава сваку наду у помиловање. Ђилијано открива да је Дон Кроче платио Пасатемпу да убије парадере и Ђилијано га погуби. Он такође погуби шест мафијашких поглавара који су бранили имање принца Олорта од потраживања земље од стране локалних сељака.
Велике снаге на Сицилији окупљају се под командом пуковника Луке да сруше Гилијана. Гилијанови родитељи и многи грађани Монтелепреа су ухапшени због завере са њим. Као одмазду, Гилијано пљачка добро чуван камион у којем је био новац за плаћање карабињерима. Пуковник Лука тада позива остатак резервног састава да уђе. Гилијанова група се распада, а Силвестро бежи у Енглеску, а Андолинија и Теранова убија полиција. Пошто се снаге пуковника Луке приближавају и Дон Кроче га је издао, Гилијано зна да мора да оде у Америку или да умре на Сицилији.
Аспану Пишиота се састаје са Мајклом и говори му где да се састане са Ђилијаном. Следећег дана, Клеменца и Мајкл крећу на место састанка када чују да су Ђилијана убили карабинијери. Хапси их инспектор Веларди, али су убрзо пуштени на слободу због интервенције Дон Крочеа. Мајкл и Клеменца сазнају да је, пошто је постао све параноичнији и огорчен на Ђилијана, Пишота издао Ђилијана Дон Крочеу. Пишота је пуцао и убио Ђилијана у тренутку панике, плашећи се да је он сазнао за његову издају. Касније, затворен због разбојништва, Пишиоту је отровао Хектор Адонис уз помоћ Дон Крочеа. Адонис оставља белешку у Пишиотином џепу са натписом: "Зато умри као и сви који издају Ђилијана". Пошто је Ђилијано мртав, Дон Кроче и мафија обогаћују се више него икада на рачун народа Сицилије.
Мајкл се враћа кући на Лонг Ајленд. Дон Корлеоне му каже да неће објавити Ђилијанов тестамент, према договору који је склопио са Дон Крочеом да би обезбедио Мајклову безбедност. Мајкл, шокиран, схвата да је несвесно радио против Ђилијана и да је давање тестамента његовом оцу омогућило да он буде убијен. Дон Корлеоне учи Мајклу лекцију: боље је остати жив по сваку цену него бити мртав херој.

## Ликови
- Салваторе "Тури" Ђилијано - легендарни разбојник. Зачет у Америци и рођен у малом сицилијанском селу Монтелепре, Салваторе Ђилијано је висок и згодан младић који живи релативно нормалним животом првих двадесет година свог живота, познат као нежан човек и веома вољен од својих пријатеља, породице и становници његовог малог села. Међутим, док је шверцовао храну и пиће да би се припремио за венчање своје сестре, Ђилијано и његов пријатељ из детињства, Аспану Пишиота, прилазе корумпирани италијански полицији, карабинијери, и након што га је наредник упуцао, Ђилијано убија наредника са једним хицем из његовог пиштоља. Уз помоћ Пишиоте, тешко повређеног Ђилијана одводе у оближњи манастир, где га главни свештеник, опат Манфриди, штити од полицајаца, а лекар и свештеници манастира га убрзо излече до потпуног здравља. Након што је напустио манастир, Ђилијано посвећује свој живот разбојништву и ствара банду, живећи наредних неколико година стварајући легендарну репутацију широм Италије због својих смелих подвига у крађи од богатих и богатих и давању скоро све своје зараде сиромашним и привилегованим сељацима Сицилије, који га поштују као свог хероја. Како се његов углед и подвизи повећавају, прогоне га и италијанска влада, која формира специјалну групу да га ухвати, и мафија, на челу са дон Кроче Малом, чије су интересе и утицај оштетили Ђилијано и његов бенд. Издао га је и убио његов најбољи пријатељ Аспану Пишиота пре него што је успео да побегне у Америку са Мајклом Корлеонеом.
- Гаспаре "Аспану" Пишиота - најбољи пријатељ из детињства и рођак Салватореа Ђилијана. Лукави, мршав и згодан младић, који болује од туберкулозе, Аспану је био најближи и најповерљивији пријатељ Турија Ђилијана, који му је поверио живот. Како Ђилијанова слава и репутација расте, Пишиота се постепено осећа све мање значајним и након што Ђилијано игнорише многе његове савете, Пишиоти прилази Дон Кроче, који га убеђује да изда Ђилијана.
- Мајкл Корлеоне – амерички син чувеног Дон Вита Корлеонеа и наследник породице Корлеоне. Мајкл је провео четири године на Сицилији како би избегао кривично гоњење за убиство високог полицајца Њујорка. Након убиства супруге Аполоније и брата Сонија, нестрпљив је да се врати кући својој породици у Њујорк. Међутим, отац му је наредио да са њим отпрати познатог разбојника Турија Ђилијана назад у Америку. Док сазнаје више о репутацији и подвизима легендарног Ђилијана, Мајкл га заинтригира и радује се њиховом сусрету, али Ђилијано је убијен пре него што је састанак могао да се одржи.
- Дон Кроче Мало – Изузетно моћни Capo dei capi који има власт не само на целом острву Сицилија, већ и у Риму и са италијанском владом и владајућом Хришћанско-демократском партијом. Легендарни преговарач, Дон Кроче, брзо се попео на чело мафије, нестрпљиво је да учини Ђилијана наследником своје мафијашке империје, али није у могућности да то учини због Ђилијанове дубоке мржње према мафији. Како се његови смели подвизи повећавају и након што Ђилијано убије шест истакнутих вођа мафије и озбиљно наноси штету његовим интересима, Дон Кроче одлучује да убије Ђилијана, склапајући договор са Дон Корлеонеом да завет задржи од јавности у замену за безбедност његовог сина Мајкла. Након Ђилијанове смрти, он и мафија су поново неприкосновени владари Сицилије, обогаћујући се на рачун народа. Верује се да је његов лик заснован на стварном животу шефа сицилијанске мафије Калогера Визинија.
- Хектор Адонис – професор књижевности и историје на Универзитету у Палерму и кум Турија Гилијана. Омањи човек, Адонис је елегантно обучен и изузетно интелигентан академик, који такође има утицај међу мафијом. Воли и брине о свом кумчету Ђилијану, кога је у детињству предавао књижевности и коме је често доносио многе књиге да прочита у посети.
- Стефан Андолини – убица и разбојник који ради за Дон Крочеа, затим за Турија Ђилијана. Он је рођак Вита Корлеонеа (рођеног Вито Андолини), за кога ради у Америци неколико година. Дон Кроче му је наредио да се придружи Ђилијановој групи и убије га када се укаже прилика, али се сазна за њега и његове људе. Његови људи су убијени, али он је поштеђен након посредовања опата Манфредија, који је тајно Андолинијев отац. Он се стварно придружује Ђилијановом бенду и делује као посредник између Ђилијана и Дон Крочеа. Убио га је инспектор Фредерико Веларди.
- Пасатемпо – члан бенда Салватореа Ђилијана. Опасна особа још као младић, убио је стрица који му је дао првог магарца и окренуо се разбојништву заједно са својим сапутником Терановом. Њих двојица су на крају ухваћени и држани у касарни Белампо, где су их спасили Ђилијано и Пишиота, који су се касније придружили њиховој банди. За разлику од Теранове, он је био непотребно окрутан и без принципа, ценећи новац изнад свега. Ђилијано га на крају погуби након што је узео новац од Дон Крочеа да намерно пуца на гомилу у масакру у Портела дела Ђинестра.
- Теранова – разбојник и члан бенда Салватореа Ђилијана. Некада вредан фармер, окренуо се разбојништву када су двојица порезника покушала да отму његову цењену свињу. Ухваћен је и смештен у касарну Белампо поред колегу бандита Пасатемпа. Обојицу су спасили Ђилијано и Пишиота и они су се придружили бенду. Теранови је поверено неколико важних задатака као што су пратња }илијановог оца и чување важних талаца. Такође је директно водио друге отмице бенда ради завере за откуп. Иако су његови колеге поручници Гаспаре Пишиота и Пасатемпо издали Ђилијана, Теранова је остао лојалан. Био је умешан у масакр у Портела дела Ђинестра, али је Ђилијано утврдио да он није део масакра, за разлику од Пасатемпа, коме је дон Кроче Мало платио да намерно пуца на масу. Теранова је била помало сентиментална особа са жељом за љубављу. Имао је љубавницу, удовицу са децом, коју је збрињавао. Теранову су власти убиле након што ју је посетио у Палерму.

## Адаптација
Године 1987, Сицилијанац је адаптиран у филм, режирао га је Мајкл Чимино са Кристофером Ламбером у главној улози као Салваторе Ђилијано. Због проблема са ауторским правима, све референце на Кума су уклоњене, а ликови Мајкла Корлеонеа и Питера Клемензеа нису укључени у филмску адаптацију.